# Гинсхайм-Густавсбург
Гинсхайм-Густавсбург (нем. Ginsheim-Gustavsburg) — коммуна в Германии, в земле Гессен. Подчиняется административному округу Дармштадт. Входит в состав района Грос-Герау.  Население составляет 15 938 человек (на 31 декабря 2010 года). Занимает площадь 13,94 км². Официальный код — 06 4 33 005.